# 蔣曙 (唐朝)
蒋曙（?—?），字耀之，唐朝官员。常州义兴人。
他是蒋乂的孙子，蔣係的儿子。咸通末年，进士及第，署鄂岳团练判官，担任虞部员外郎、工部员外郎，改任起居郎。黄巢之乱，蒋曙阖门被杀，他于是无意仕进，沉痛隐居。中和二年，上表请出家为道士，唐僖宗允许了。其子蒋延翰。